# Fresh Memory
Fresh Memory es una aplicación de tarjeta de memoria flash de repetición espaciada, similar a SuperMemo.
El algoritmo de estudio se basa en el algoritmo de SM2 , creado para SuperMemo a finales de 1980.
Las cartas presentadas pueden incluir texto e imágenes. Las tarjetas se almacenan en un formato basado en XML, denominado archivos de diccionario.
Las tarjetas pueden tener múltiples "lados", llamados campos. El usuario define qué campos y en qué orden se utilizan en las tarjetas. La aplicación genera automáticamente las tarjetas para diferentes direcciones, por ejemplo, de idioma inglés para el francés y en orden inverso.
El propósito principal de la aplicación es el de aprender y repetir palabras extranjeras. Sin embargo, otras áreas pueden ser estudiadas, por ejemplo, las capitales del país, banderas, fórmulas matemáticas, etc. El material de estudio se almacena como colecciones de tarjetas. La aplicación tiene dos modos: el estudio de la navegación aleatoria clásica de tarjetas y la repetición espaciada.

## Versiones
Fresh Memory está disponible tanto en versión comercial como gratuita. La versión gratuita se llama "Fresh Memory Lite" y está licenciada bajo licencia GPL 3. La versión gratuita difiere de la comercial en algunas características.